# Loma las Vigas
Loma las Vigas är en ort i Mexiko.   Den ligger i kommunen Citlaltépetl och delstaten Veracruz, i den sydöstra delen av landet, 250 km nordost om huvudstaden Mexico City. Loma las Vigas ligger 112 meter över havet och antalet invånare är 229.
Terrängen runt Loma las Vigas är platt åt nordväst, men åt sydost är den kuperad. Terrängen runt Loma las Vigas sluttar norrut. Runt Loma las Vigas är det ganska glesbefolkat, med 43 invånare per kvadratkilometer. Närmaste större samhälle är Chinampa de Gorostiza, 18,3 km öster om Loma las Vigas. Omgivningarna runt Loma las Vigas är en mosaik av jordbruksmark och naturlig växtlighet.